# Thorigné-en-Charnie
Thorigné-en-Charnie ist eine französische Gemeinde mit 190 Einwohnern (Stand 1. Januar 2022) im Département Mayenne in der Region Pays de la Loire. Sie gehört zum Arrondissement Mayenne und zum Kanton Meslay-du-Maine.

## Geographie
Die Gemeinde liegt rund 20 Kilometer westlich von Le Mans an der Grenze zum Département Sarthe. Nachbargemeinden sind Saint-Jean-sur-Erve im Norden, Saint-Denis-d’Orques im Nordosten, Bannes im Süden, Saulges im Südwesten sowie Saint-Pierre-sur-Erve im Westen.
Das Gemeindegebiet wird von einigen kleinen Bächen überwiegend zum Fluss Erve entwässert, der an der westlichen Gemeindegrenze in einer tiefen Schlucht verläuft und dort sehenswerte Höhlen (Höhle der Margot) gebildet hat. Einige wenige Wasserläufe streben auch nach Süden zum Fluss Treulon.

### Verkehrsanbindung
Im äußersten Norden wird Thorigné-en-Charnie von der Autobahn A81 gequert und verfügt hier über eine Servicestation.

## Bevölkerungsentwicklung
| Jahr      | 1962 | 1968 | 1975 | 1982 | 1990 | 1999 | 2009 | 2019 |
| Einwohner | 342  | 276  | 240  | 201  | 181  | 159  | 183  | 194  |

## Partnergemeinde

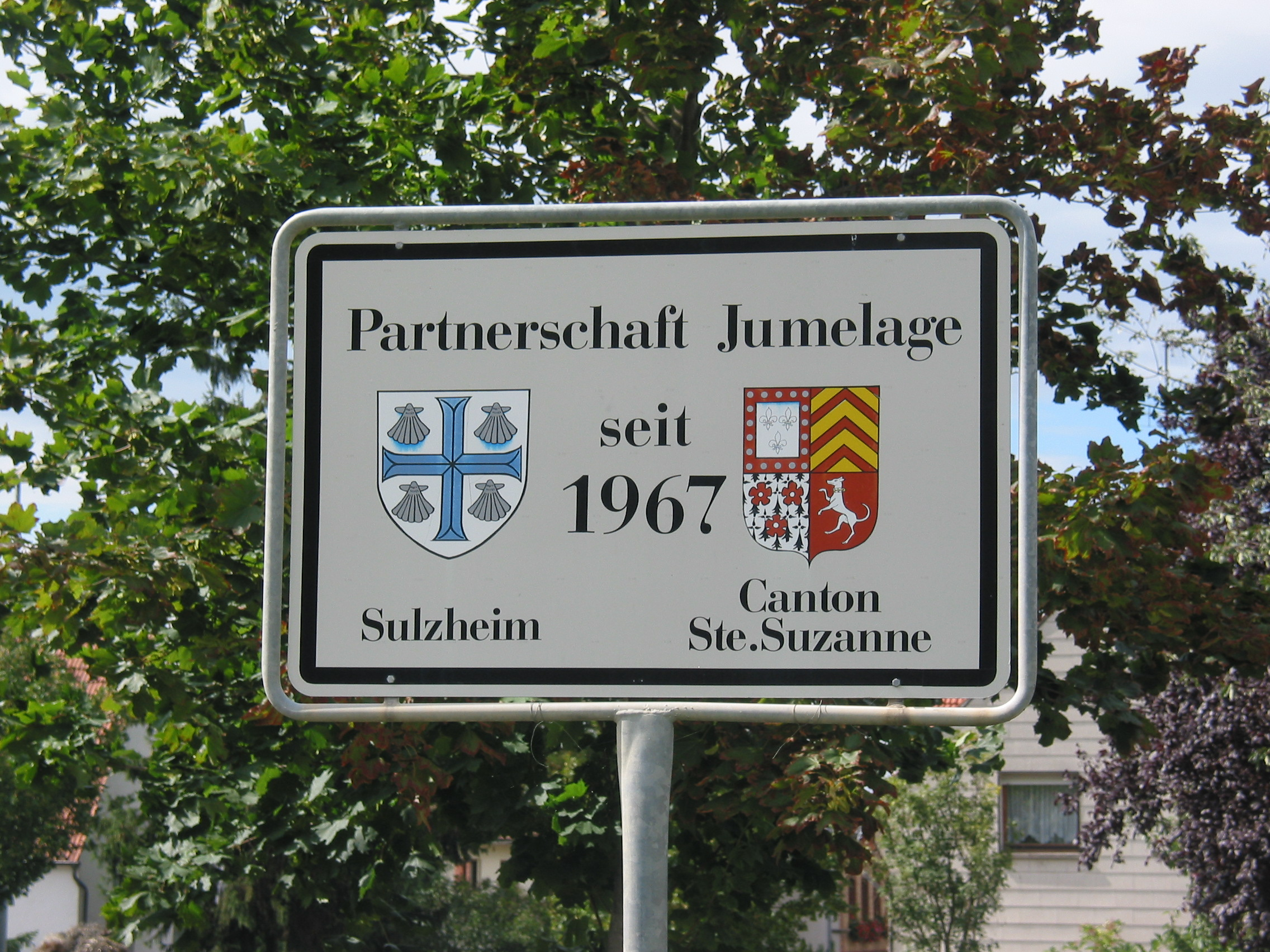

Thorigné-en-Charnie hat seit 1967 einen Anteil an der Partnerschaft des ehemaligen Kantons Sainte-Suzanne mit Sulzheim in Rheinhessen, Deutschland.